# پائولی یانهونن
پائولی یانهونن (فنلاندی: Pauli Janhonen; ۲۰ اکتبر ۱۹۱۴ – ۳۰ نوامبر ۲۰۰۷) تیرانداز اهل فنلاند بود.
وی در مسابقات کشوری و بین‌المللی در مجموع برندهٔ ۱ مدال نقره شده‌است.